# Seleção Canadense de Handebol Masculino
A Seleção Canadense de Handebol Masculino é a equipe que representa o Canadá nas competições internacionais de handebol organizadas pela Confederação da América do Norte e do Caribe de Handebol (NACHC), pela Federação Internacional de Handebol (IHF) e pelo Comitê Olímpico Internacional (COI), e é governada pela Canadian Team Handball Federation.

## Histórico
A Federação Canadense de Handebol é membro da IHF desde 1962 . Em nível continental, foi integrante da Federação Pan-Americana de Handebol. Desde a divisão em duas associações, faz parte da NACHC.
O Canadá participou de uma única edição dos Jogos Olímpicos em  Handebol nos Jogos Olímpicos de Verão de 1976 quando foi país-sede e obteve a 11ª posição, e de três edições do Campeonato Mundial, em 1967, 1978 e 2005, obtendo respectivamente as 16ª, 15ª 
e a 23ª colocações nas três participações.

## Competições

### Jogos Olímpicos
| Ano           | Fase          | Posição | JG | V | E | D | GF | GS  | DF  |
| ------------- | ------------- | ------- | -- | - | - | - | -- | --- | --- |
| Montreal 1976 | Primeira fase | 11º     | 5  | 0 | 0 | 5 | 75 | 122 | -47 |
| Total         | 1/14          | 0/1     | 5  | 0 | 0 | 5 | 75 | 122 | -47 |

### Campeonato Mundial de Handebol
| Ano   | Fase                | Posição | JG | V | E | D  | GF  | GS  | DF   |
| ----- | ------------------- | ------- | -- | - | - | -- | --- | --- | ---- |
| 1967  | Primeira fase       | 16º     | 3  | 0 | 0 | 3  | 18  | 92  | -74  |
| 1978  | Primeira fase       | 15º     | 3  | 0 | 0 | 3  | 31  | 73  | -42  |
| 2005  | Disputa do 7º lugar | 23º     | 5  | 0 | 0 | 5  | 103 | 201 | -98  |
| Total | 3/28                | 0/3     | 11 | 0 | 0 | 11 | 152 | 366 | -214 |

### Campeonato Pan-Americano[7]
| Ano   | Fase          | Posição   | JG | V  | E | D  | GF   | GS   | DF   |
| ----- | ------------- | --------- | -- | -- | - | -- | ---- | ---- | ---- |
| 1980  | Fase Única    | 2º        | 5  | 3  | 1 | 1  | 98   | 90   | +8   |
| 1983  | Fase Única    | 3º        | 5  | 3  | 0 | 2  | 113  | 98   | +15  |
| 1985  | Fase Única    | 6º        | 5  | 0  | 1 | 4  | 86   | 126  | -40  |
| 1989  | Fase Única    | 4º        | 5  | 2  | 0 | 3  | 133  | 111  | +22  |
| 1996  | Decisão 5º/6º | 5º        | 5  | 3  | 0 | 2  | 125  | 98   | +27  |
| 1998  | Disputa 5º/6º | 6º        | 7  | 3  | 0 | 4  | 160  | 177  | -17  |
| 2004  | Decisão 3º/4º | 3º        | 5  | 3  | 0 | 2  | 120  | 117  | +3   |
| 2008  | Decisão 5º/7º | 7º        | 4  | 0  | 1 | 3  | 79   | 97   | -18  |
| 2010  | Decisão 7º/8º | 7º        | 5  | 1  | 0 | 4  | 135  | 167  | -32  |
| 2016  | Decisão 5º/6º | 10º       | 6  | 1  | 0 | 5  | 101  | 182  | -81  |
| 2018  | Decisão 5º/6º | 5º        | 7  | 4  | 0 | 3  | 191  | 214  | -23  |
| Total | 11/18         | 0 títulos | 58 | 23 | 3 | 23 | 1341 | 1477 | -136 |

### Jogos Pan-Americanos[8]
| Ano                 | Fase               | Posição   | JG | V  | E | D  | GF  | GS  | DF   |
| ------------------- | ------------------ | --------- | -- | -- | - | -- | --- | --- | ---- |
| 1987 Indianapolis   | Decisão 3º/4º      | 4º        | 5  | 1  | 0 | 4  | 109 | 131 | -22  |
| 1991 Havana         | Decisão 3º/4º      | 4º        | 5  | 1  | 0 | 4  | 103 | 132 | -29  |
| 1995 Mar del Plata  | Não se classificou |           |    |    |   |    |     |     |      |
| 1999 Winnipeg       | Decisão 5º/7º      | 5º        | 5  | 3  | 0 | 2  | 115 | 111 | +4   |
| 2003 Santo Domingo  | Não se classificou |           |    |    |   |    |     |     |      |
| 2007 Rio de Janeiro | Decisão 7º/8º      | 7º        | 5  | 1  | 0 | 4  | 113 | 153 | -40  |
| 2011 Guadalajara    | Decisão 5º/6º      | 5º        | 5  | 3  | 0 | 2  | 122 | 161 | -39  |
| 2015 Toronto        | Decisão 7º/8º      | 7º        | 5  | 2  | 0 | 3  | 112 | 137 | -25  |
| 2019 Lima           | Não se classificou |           |    |    |   |    |     |     |      |
| 2023 Santiago       | Não se classificou |           |    |    |   |    |     |     |      |
| Total               | 6/10               | 0 títulos | 30 | 11 | 0 | 19 | 674 | 825 | -151 |

### Campeonato Norte-Americano e Caribenho[9][10]
| Ano   | Fase          | Posição   | JG | V | E | D | GF  | GS  | DF  |
| ----- | ------------- | --------- | -- | - | - | - | --- | --- | --- |
| 2018  | Fase única    | 2º        | 5  | 3 | 1 | 1 | 136 | 132 | +4  |
| 2024  | Decisão 5º/6º | 5º        | 6  | 1 | 0 | 5 | 152 | 181 | -29 |
| Total | 2/4           | 0 títulos | 11 | 4 | 1 | 6 | 288 | 313 | -25 |

### Campeonato de Nações Emergentes da América do Norte e do Caribe da IHF[11]
| Ano   | Fase                | Posição | JG | V | E | D | GF  | GS  | DF  |
| ----- | ------------------- | ------- | -- | - | - | - | --- | --- | --- |
| 2019  | Disputa do 7º lugar | 7º      | 5  | 2 | 0 | 3 | 164 | 112 | +52 |
| Total | 1/1                 | -       | 5  | 2 | 0 | 3 | 164 | 112 | +52 |